# Più forte dell'amore
Più forte dell'amore (The Blue Veil) è un film del 1951 diretto da Curtis Bernhardt.
Busby Berkeley diresse le sequenze danzate.
La sceneggiatura si basa su Il velo azzurro di Jean Stelli, un film francese del 1942 scritto da François Campaux che ebbe una distribuzione negli Stati Uniti nel 1947.

## Produzione
La pellicola fu prodotta dalla Wald/Krasna Productions (dal nome dei due produttori, Norman Krasna e Jerry Wald): il materiale pubblicitario dello studio, conservato in una scheda all'AMPAS Library, dichiarava che il film doveva essere girato in Francia. Alla fine, però, le riprese - con inizio il 9 aprile 1951 - furono effettuate a Hollywood. Le scene della residenza Palfrey furono girate nella proprietà della signora E. B. Holladay, sorella di Henry Huntington, un magnate delle ferrovie.
Il film, che aveva come interprete principale Jane Wyman, imprestata alla RKO dalla Warner Bros., segnò il debutto sullo schermo di Les Tremayne (1913-2003), un popolare attore della radio.

## Distribuzione
Distribuito dalla RKO Radio Pictures, il film uscì in ottobre nelle sale cinematografiche statunitensi dopo essere stato presentato in prima mondiale a Los Angeles il 5 settembre 1951. A New York, venne proiettato in prima il 26 ottobre 1951.

## Riconoscimenti
Golden Globe 1952: miglior attrice protagonista a Jane Wyman.